# Lista de singles número um na UK Singles Chart em 2018
A lista dos singles que alcançaram a primeira posição na UK Singles Chart é, atualmente, compilada pela The Official UK Charts Company (OCC) baseada na Parada musical da UK Singles Chart (em português: Parada de Singles do Reino Unido). É utilizada na UK Singles Chart as vendas de álbuns físicos (CDs e vinis), vendas digitais e os serviços de streams. A semana da parada vai de sexta-feira à quinta-feira, com a parada sendo publicada pela revista Music Week, e publicada na internet no próprio site da The Official UK Charts Company. Todas as tabelas musicais da OCC são atualizadas às sextas-feiras e posiciona as vendas musicais da semana precedente, com data da tiragem até a próxima quinta-feira.

## Histórico
| Data            | Canção             | Artista(s)                                           |
| --------------- | ------------------ | ---------------------------------------------------- |
| 4 de janeiro    | Perfect            | Ed Sheeran                                           |
| 11 de janeiro   | Perfect            | Ed Sheeran                                           |
| 18 de janeiro   | Perfect            | Ed Sheeran                                           |
| 25 de janeiro   | River              | Eminem feat Ed Sheeran                               |
| 1 de fevereiro  | God's Plane        | Drake                                                |
| 8 de fevereiro  | God's Plane        | Drake                                                |
| 15 de fevereiro | God's Plane        | Drake                                                |
| 22 de fevereiro | God's Plane        | Drake                                                |
| 1 de março      | God's Plane        | Drake                                                |
| 8 de março      | God's Plane        | Drake                                                |
| 15 de março     | God's Plane        | Drake                                                |
| 22 de março     | God's Plane        | Drake                                                |
| 29 de março     | God's Plane        | Drake                                                |
| 5 de abril      | These Days         | Rudimental feat Jess Glynne, Macklemore & Dan Caplen |
| 12 de abril     | Freaky Friday      | Lil Dicky feat Chris Brown                           |
| 19 de abril     | Nice For What      | Drake                                                |
| 26 de abril     | One Kiss           | Calvin Harris feat Dua Lipa                          |
| 3 de maio       | One Kiss           | Calvin Harris feat Dua Lipa                          |
| 10 de maio      | One Kiss           | Calvin Harris feat Dua Lipa                          |
| 17 de maio      | One Kiss           | Calvin Harris feat Dua Lipa                          |
| 24 de maio      | One Kiss           | Calvin Harris feat Dua Lipa                          |
| 31 de maio      | One Kiss           | Calvin Harris feat Dua Lipa                          |
| 7 de junho      | One Kiss           | Calvin Harris feat Dua Lipa                          |
| 14 de junho     | One Kiss           | Calvin Harris feat Dua Lipa                          |
| 21 de junho     | I'll Be There      | Jess Glynne                                          |
| 28 de junho     | Solo               | Clean Bandit feat Demi Lovato                        |
| 5 de julho      | Shotgun            | George Ezra                                          |
| 12 de julho     | 3 Lions            | Baddiel, Skinner & The Lightning Seeds               |
| 19 de julho     | 3 Lions            | Baddiel, Skinner & The Lightning Seeds               |
| 26 de julho     | In My Feelings     | Drake                                                |
| 2 de agosto     | In My Feelings     | Drake                                                |
| 9 de agosto     | In My Feelings     | Drake                                                |
| 16 de agosto    | In My Feelings     | Drake                                                |
| 23 de agosto    | Shotgun            | George Ezra                                          |
| 30 de agosto    | Shotgun            | George Ezra                                          |
| 6 de setembro   | Eastside           | Benny Blanco feat Halsey & Khalid                    |
| 13 de setembro  | Promises           | Clavin Harris feat Sam Smith                         |
| 20 de setembro  | Promises           | Clavin Harris feat Sam Smith                         |
| 27 de setembro  | Promises           | Clavin Harris feat Sam Smith                         |
| 4 de outubro    | Promises           | Clavin Harris feat Sam Smith                         |
| 11 de outubro   | Promises           | Clavin Harris feat Sam Smith                         |
| 18 de outubro   | Funky Friday       | Dave feat Fredo                                      |
| 25 de outubro   | Promises           | Calvin Harris feat Sam Smith                         |
| 1 de novembro   | Shallow            | Lady Gaga & Bradley Cooper                           |
| 8 de novembro   | Shallow            | Lady Gaga & Bradley Cooper                           |
| 15 de novembro  | thank u, next      | Ariana Grande                                        |
| 22 de novembro  | thank u, next      | Ariana Grande                                        |
| 29 de novembro  | thank u, next      | Ariana Grande                                        |
| 6 de dezembro   | thank u, next      | Ariana Grande                                        |
| 13 de dezembro  | thank u, next      | Ariana Grande                                        |
| 20 de dezembro  | thank u, next      | Ariana Grande                                        |
| 27 de dezembro  | We Built This City | Ladbaby                                              |